# Cordillera Central (Costa Rica)
Cordillera Central är en bergskedja i Costa Rica. Den ligger i den centrala delen av landet, 16 km nordost om huvudstaden San José.